# Omicidi della White House Farm
Gli omicidi della White House Farm ebbero luogo vicino al villaggio di Tolleshunt D'Arcy, contea dell'Essex in Inghilterra, nella notte tra il 6 e il 7 agosto 1985. 
Le vittime furono i coniugi Nevill e June Bamber (61 anni entrambi), uccisi a colpi di arma da fuoco nella loro fattoria, insieme alla loro figlia adottiva Sheila Caffell (28) e ai figli gemelli di Sheila, Daniel e Nicholas Caffell, di 6 anni d'età.
L'unico membro sopravvissuto del nucleo familiare fu un altro figlio adottivo della coppia, Jeremy Bamber che all'epoca aveva 24 anni e che disse di essere stato nella propria abitazione a pochi chilometri di distanza quando ebbe luogo la sparatoria.
A causa dei continui colpi di scena durante le indagini, la vicenda ebbe una vasta rilevanza mediatica nei tabloid del Regno Unito, dando vita negli anni successivi a numerosi libri e produzioni televisive sull'accaduto.

## Storia
La polizia di Chelmsford venne allertata nella notte da una telefonata di Jeremy Bamber, in cui il ragazzo sosteneva che il padre adottivo lo aveva chiamato poco prima urlando "che Sheila era "impazzita" e ha una pistola .

Assieme a tre agenti, Bamber si recò quindi sul posto, una fattoria conosciuta come White Farm. Il gruppo aspettò fuori dalla casa l'arrivo di un'unità tattica di armi da fuoco, che si presentò alle 5 del mattino e che decise di aspettare fino all'alba prima di tentare di entrare. La polizia stabilì che tutte le porte e le finestre della casa erano chiuse, ad eccezione della finestra nella camera da letto principale al primo piano. Usando un megafono, passarono le successive due ore cercando di comunicare con gli occupanti, ma l'unico suono che sentirono era quello di un cane che abbaiava.
Mentre aspettavano fuori, la polizia interrogò Bamber, che a detta degli agenti sembrava molto calmo. Bamber ha raccontato loro della telefonata di suo padre e che sembrava che qualcuno avesse interrotto la chiamata. Ha detto inoltre che non andava d'accordo con sua sorella. Quando gli è stato chiesto dalla polizia se c'era la possibilità che la sorella potesse "essere impazzita con una pistola", Bamber rispose "Non lo so davvero. È una pazza. È stata curata".

La polizia gli chiese inoltre perché Nevill lo avrebbe chiamato invece di telefonare direttamente alla polizia. Bamber rispose che suo padre era il tipo di persona che potrebbe voler mantenere le cose all'interno della famiglia. A sua volta Bamber si giustificò sul fatto di aver chiamato la stazione di polizia, anziché il 999 (il numero delle emergenze) dicendo che secondo lui "non avrebbe fatto alcuna differenza per il tempo necessario all'arrivo della polizia". Nelle ore successive, il ragazzo parlò di auto in generale con uno degli ufficiali, dicendo che il sito di roulotte di Osea Road "sarebbe stato in grado di portargli una Porsche" presto.

## Indagini
Entrati nella fattoria, la polizia constatò il decesso di tutti e 5 gli occupanti. Verificando la disposizione dei corpi, in un primo momento la polizia credette che la responsabile degli omicidi fosse Sheila (conosciuta anche come Bambi), la figlia adottiva con un passato da modella a cui era stata diagnosticata la schizofrenia, avvalorando quindi le indicazioni fornite in precedenza da Bamber.
 Stando a questa prima ricostruzione, dopo aver ucciso i genitori e i due figli (avuti dal matrimonio con Colin Caffell, sposato nel 1977 e da cui si aveva divorziato nel 1980) la ragazza si sarebbe quindi suicidata.
L'arma del delitto, un fucile semiautomatico, venne infatti trovata vicino al corpo della ragazza, assieme ad una Bibbia. Inoltre le finestre e le porte sembravano essere chiuse in modo sicuro dall'interno, confermando così che l'omicida fosse all'interno della casa.

Il dottor Craig, chiamato a constatare le morti, dichiarò che i decessi potevano essere avvenuti in qualsiasi momento durante la notte, affermando anche che Bamber sembrava essere in stato di shock, piangeva e sembrava sul punto di vomitare. 
Tuttavia, nel corso delle indagini, emerse che Jeremy Bamber era implicato nella morte della famiglia, motivato dalla prospettiva di una grande eredità. A sostenere questa accusa fu soprattutto la nuova testimonianza rilasciata dopo un mese da Julie Mugford, ex ragazza di Jeremy. Secondo le ricostruzioni, dopo aver ucciso i familiari con il fucile del padre, Bamber avrebbe messo l'arma nelle mani della sorella instabile per farlo sembrare un omicidio-suicidio. Julie affermò inoltre che aveva sentito più volte Jeremy ribadire il proprio astio verso la sua famiglia, che cercavano di "gestire la sua vita", dichiarando inoltre di non andare affatto d'accordo con Sheila e anche che avrebbe potuto "sbarazzarsi di tutti loro", compresi la sorella e i suoi figli. Il giorno dopo la testimonianza, Bamber venne arrestato.
L'accusa ha sostenuto che il fucile avesse un silenziatore applicato, risultando così troppo lungo perché le dita di Sheila potessero raggiungere il grilletto per spararsi. 
Un altro punto chiave da parte dell'accusa fu la presunta telefonata che Jeremy Bamber sosteneva di aver ricevuto dal padre nel corso della notte: se il padre non avesse mai fatto tale chiamata, l'unico modo in cui Bamber avrebbe potuto sapere della sparatoria era che fosse lui stesso l'assassino.
Bamber è stato condannato per cinque capi di omicidio nell'ottobre 1986 con verdetto a maggioranza di 10-2, da scontare partendo da un minimo di 25 anni e venendo informato nel 1994 che non sarebbe mai stato rilasciato. La Corte d'appello ha confermato il verdetto nel 2002. Bamber si è sempre professato innocente presentando richiesta di revisione della sentenza, respinta dal CCRC (Criminal Cases Review Commission, l'istituzione britannica che si occupa di indagare sui presunti errori giudiziari) nell'aprile 2012.